# Överst-Risbäckstjärnen
Överst-Risbäckstjärnen är en sjö i Vindelns kommun i Västerbotten och ingår i Umeälvens huvudavrinningsområde.